# Эйстейнн Аусгримссон
Э́йстейнн А́усгримссон (приблизительно 1310-1360) — известный исландский монах и писатель. Написал известную поэму Лилия, которая считается одной из лучших поэм и вообще произведений в католической средневековой Исландии. О его биографии очень мало известно, однако достоверно известно, что он был посажен в тюрьму из-за избиения настоятеля монастыря в 1343 году, а в 1355 году был послан в Норвегию, откуда вернулся в 1357 году инспектором церквей. Его последнее путешествие в Норвегию оказалась слишком тяжелым для него, и он умер.
Его поэма Лилия является настоящим наследием исландской культуры. Аусгримссон выбрал лилию, как символ чистоты, для своей поэмы, где он пытается раскрыть человека и его страдания. Несмотря на то, что Аусгримссон являлся представителем скальдической поэзии, однако он избегал синтаксических и семантических трудностей в своих произведениях.